# Spomenik palim pomorcima
Spomenik palim pomorcima, nalazi se na Katalinića brigu u Splitu.  Zamišljen je kao spomen svjetionik koji se sastoji od svjetionika, reljefa i kosturnice. Za arhitektonsko rješenje zaslužni su Paško Kuzmanić, Budimir Prvan, Branko Franičević i Ivan Carić dok je reljef djelo kipara Andrije Krstulovića. Visok je 33 metra.
Otkriven je 10. rujna 1958. na 12. obljetnicu osnivanja mornarnice NOVJ. Tijekom napada JRM na Split 15. studenog 1991. spomenik je pretrpio izravan pogodak iz brodskog topa. Nastalo oštećenje ali i kasnija nebriga doveli su do toga da je spomenik postao derutan i devastiran. . Obnovljen je i otvoren za blagdan svetog Nikole 2013. godine.